# Gouverneurshaus

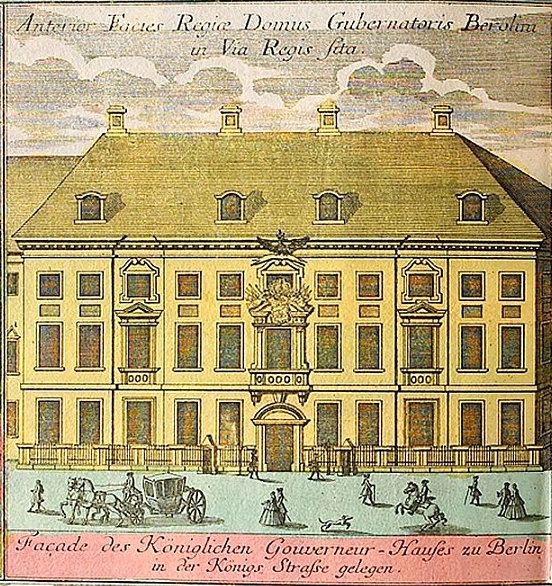
Ansicht des Berliner Gouverneurshauses. Beibild zu einem Kartenwerk von Seutter, 1750

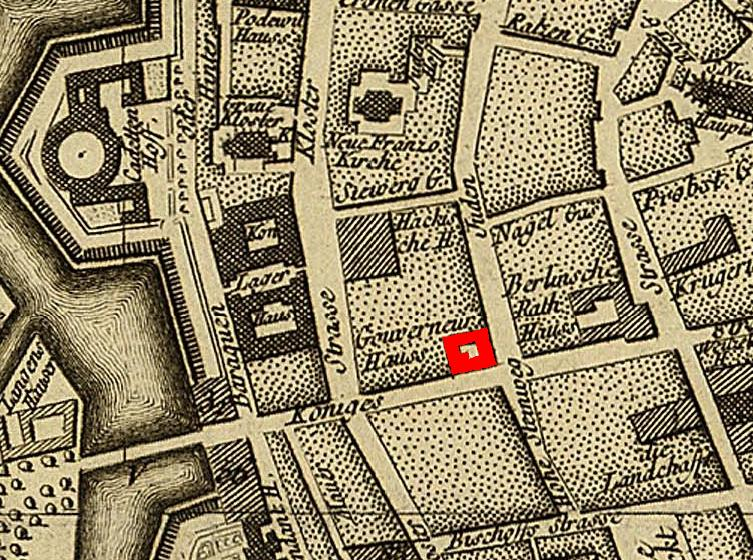
Die Lage des Gouverneurshauses im alten Berlin, Ausschnitt aus der Berlin-Karte von Schmettau, 1757
(Norden ist am unteren Kartenrand)

Das Gouverneurshaus, die mittleren fünf von elf Achsen um 1890 (vor der Aufstockung)

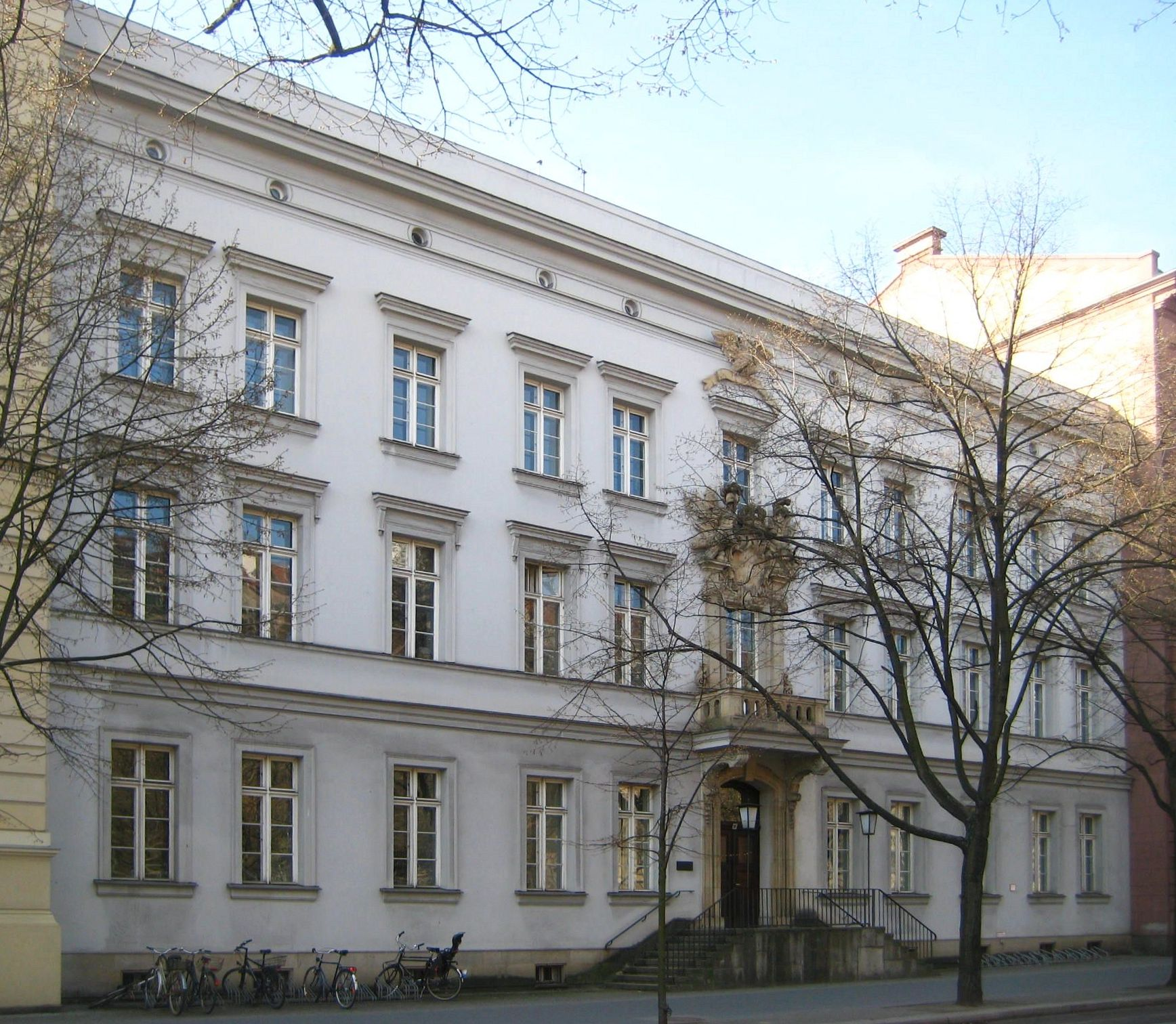
Der Nachbau Unter den Linden 11, an der Stelle des Niederländischen Palais, mit originalen Fassadenelementen des Gouverneurshauses

Das Gouverneurshaus stand von 1721 bis 1967 in der Königsstraße 19 an der Ecke der Jüdenstraße im heutigen Berliner Ortsteil Mitte. Es wurde für den Staatsminister Christoph von Katsch von Friedrich Wilhelm Diterichs nach einem von seinem Lehrmeister Martin Heinrich Böhme beeinflussten Entwurf erbaut. Es diente seit 1732 als Gouverneurssitz, ab 1808 als Städtisches Zivilgericht und war zuletzt ein Büro- und Geschäftsgebäude. Ein 1964 errichteter Nachbau mit Originalelementen befindet sich in der Straße Unter den Linden 11.
Diterichs verwendete bei seinem ersten Werk bekannte Gestaltungselemente Böhmes und Schlüters, schuf jedoch mit zwei eingeschnittenen Feldern als Hinterlage der dritten und neunten Fensterachse etwas Neues. Ein Umbau zum Gericht im Jahre 1808 veränderte das Erscheinungsbild durch Vergrößerung der Mezzaninfenster des Obergeschosses auf volle Größe und die Hinzufügung von kleinen Rundfenstern im Drempelgeschoss sowie einer als Balustrade gestalteten Attika. Die Portalöffnung an der Königstraße wurde durch Vermauerung in ein Fenster umgewandelt und der Eingang in eine einfache Tür an der Jüdenstraße verlegt. Durch eine erneute Aufstockung um 1900 kehrten die Mezzaninfenster für ein viertes Geschoss zurück, während die Attika durch Abnahme der Balustrade verschlichtet wurde.
Das im Zweiten Weltkrieg unbeschädigt gebliebene Gouverneurshaus wurde im Rahmen der Neugestaltung der Rathausstraße am 27. November 1967 zusammen mit seinem Nachbarhaus gesprengt.
Die zuvor geborgenen barocken plastischen Schmuckelemente des Mittelrisalits verwendete Fritz Meinhardt bei der Errichtung eines Neubaus an Stelle des nach Kriegsbeschädigung nach und nach bis 1963 abgeräumten, ebenfalls von Diterichs erbauten Niederländischen Palais auf dem Grundstück Unter den Linden 11. Fassadengestaltung und Höhe des Neubaus entsprechen etwa der des Gouverneurshauses aus dem frühen 19. Jahrhundert. Jedoch fehlen ihm die Tordurchfahrt und Diterichs einschnittartige Rücksprunge bei der Fassadengestaltung; auch verschwand das vergoldete königliche Monogramm FWR aus dem Kartuschenfeld des Mittelrisalits. Der Nachbau steht, anders als das Original mit seinem ebenerdigen Eingang, auf einem Sockel. Wie zuvor das Niederländische Palais hat er eine Freitreppe. Mit dem benachbarten, ebenfalls von Meinhardt, äußerlich wiederhergestellten Alten Palais ist er nutzungsbedingt durch eine Überbauung der früheren Oranischen Gasse verbunden. Während das Niederländische Palais neun Achsen hatte, besitzt der Neubau, ebenso wie das Gouverneurshaus, elf Achsen.
Das als Teil des Ensembles Dorotheenstadt unter Denkmalschutz stehende Gebäude beherbergt Institute der Humboldt-Universität, ebenso wie das Alte Palais, die daran angrenzende Alten Bibliothek und das gegenüberliegende Palais des Prinzen Heinrich, das Hauptgebäude der Universität.